# Fanta (limonáda)

Logo Fanty

Fanta je značka limonád s ovocnou příchutí firmy Coca-Cola.

## Historie
Fanta je historicky druhým nápojem firmy Coca-Cola po Coca-Cole. Vznikla v roce 1940 v Německu. Na dovoz sirupu pro výrobu Coca-Coly do nacistického Německa bylo uvaleno embargo, což se společnost rozhodla obejít výrobou nápoje, ke které budou stačit dostupné suroviny. 

## Současné příchutě Fanty (2020)
- Fanta Pomeranč
- Fanta Jahoda a Kiwi
- Fanta Broskev a Meruňka
- Fanta Shokata
- Fanta Malina
- Fanta Berry
- Fanta Ananas
- Fanta Hroznové víno
- Fanta Mango
- Fanta Zero
- Fanta Třešeň
- Fanta Jahoda
- Fanta Jablko
- Fanta Ovocný punč
- Fanta Broskev
- Fanta Meruňka
- Fanta Pomeranč Zero
- Fanta Citron
- Fanta Meloun
- Fanta ManGoGo (Mango a Guava) [Summer special]
- Fanta Black Blood Orange (2019)